# West Tyrone (circonscription de l'Assemblée d'Irlande du Nord)
Pour les articles homonymes, voir West Tyrone.
West Tyrone (irlandais : Tír Eoghain Thiar, Ulster Scots: Wast Owenslann) est une circonscription de l'Assemblée d'Irlande du Nord.
Le siège a été utilisé pour la première fois pour une élection en Irlande du Nord uniquement pour le Forum d'Irlande du Nord en 1996. Depuis 1998, il a élu des membres à l'Assemblée actuelle.
Pour les élections à l'Assemblée avant 1996, la circonscription faisait en grande partie partie des circonscriptions de Mid Ulster et  avec une section plus petite provenant de la circonscription de Fermanagh and South Tyrone. Depuis 1997, il partage ses limites avec la circonscription du Parlement britannique de West Tyrone.
Pour plus de détails sur l'histoire et les limites de la circonscription, voir West Tyrone (circonscription du Parlement britannique).

## Membres
| Élection                | MLA (parti)                 | MLA (parti)                 | MLA (parti)                | MLA (parti)               | MLA (parti)                | MLA (parti)           | MLA (parti) | MLA (parti)          | MLA (parti) | MLA (parti)        | MLA (parti) | MLA (parti)         |
| ----------------------- | --------------------------- | --------------------------- | -------------------------- | ------------------------- | -------------------------- | --------------------- | ----------- | -------------------- | ----------- | ------------------ | ----------- | ------------------- |
| 1996                    |                             | Barry McElduff (Sinn Féin)  | 5 sièges 1996–1998         | 5 sièges 1996–1998        |                            | Paddy McGowan (SDLP)  |             | Joe Byrne (SDLP)     |             | Derek Hussey (UUP) |             | Oliver Gibson (DUP) |
| 1998                    |                             | Barry McElduff (Sinn Féin)  | Pat Doherty (Sinn Féin)    | Eugene McMenamin (SDLP)   |                            |                       |             | Joe Byrne (SDLP)     |             | Derek Hussey (UUP) |             | Oliver Gibson (DUP) |
| 2003                    |                             | Barry McElduff (Sinn Féin)  | Pat Doherty (Sinn Féin)    | Eugene McMenamin (SDLP)   | Kieran Deeny (Indépendant) | Thomas Buchanan (DUP) |             |                      |             | Derek Hussey (UUP) |             |                     |
| 2007                    |                             | Barry McElduff (Sinn Féin)  | Pat Doherty (Sinn Féin)    | Claire McGill (Sinn Féin) | Kieran Deeny (Indépendant) | Thomas Buchanan (DUP) |             | Allan Bresland (DUP) |             |                    |             |                     |
| 2011                    | Michaela Boyle (Sinn Féin)  | Barry McElduff (Sinn Féin)  | Pat Doherty (Sinn Féin)    |                           | Joe Byrne (SDLP)           | Thomas Buchanan (DUP) |             | Ross Hussey (UUP)    |             |                    |             |                     |
| Juillet 2012 co-option  | Michaela Boyle (Sinn Féin)  | Barry McElduff (Sinn Féin)  | Declan McAleer (Sinn Féin) |                           | Joe Byrne (SDLP)           | Thomas Buchanan (DUP) |             | Ross Hussey (UUP)    |             |                    |             |                     |
| Décembre 2015 co-option | Michaela Boyle (Sinn Féin)  | Barry McElduff (Sinn Féin)  | Declan McAleer (Sinn Féin) | Daniel McCrossan (SDLP)   |                            | Thomas Buchanan (DUP) |             | Ross Hussey (UUP)    |             |                    |             |                     |
| 2016                    | Michaela Boyle (Sinn Féin)  | Barry McElduff (Sinn Féin)  | Declan McAleer (Sinn Féin) | Daniel McCrossan (SDLP)   |                            | Thomas Buchanan (DUP) |             | Ross Hussey (UUP)    |             |                    |             |                     |
| 2017                    | Michaela Boyle (Sinn Féin)  | Barry McElduff (Sinn Féin)  | Declan McAleer (Sinn Féin) | Daniel McCrossan (SDLP)   | 5 sièges 2017–present      | 5 sièges 2017–present |             |                      |             |                    |             |                     |
| Juin 2017 co-option     | Michaela Boyle (Sinn Féin)  | Catherine Kelly (Sinn Féin) | Declan McAleer (Sinn Féin) | Daniel McCrossan (SDLP)   | 5 sièges 2017–present      | 5 sièges 2017–present |             |                      |             |                    |             |                     |
| Mai 2019 co-option      | Maolíosa McHugh (Sinn Féin) | Catherine Kelly (Sinn Féin) | Declan McAleer (Sinn Féin) | Daniel McCrossan (SDLP)   | 5 sièges 2017–present      | 5 sièges 2017–present |             |                      |             |                    |             |                     |
| Novembre 2020 co-option | Maolíosa McHugh (Sinn Féin) | Nicola Brogan (Sinn Féin)   | Declan McAleer (Sinn Féin) | Daniel McCrossan (SDLP)   | 5 sièges 2017–present      | 5 sièges 2017–present |             |                      |             |                    |             |                     |
| 2022                    | Maolíosa McHugh (Sinn Féin) | Nicola Brogan (Sinn Féin)   | Declan McAleer (Sinn Féin) | Daniel McCrossan (SDLP)   | 5 sièges 2017–present      | 5 sièges 2017–present |             |                      |             |                    |             |                     |

Note: Les colonnes de ce tableau sont utilisées uniquement à des fins de présentation et aucune importance ne doit être attachée à l'ordre des colonnes. Pour plus de détails sur l'ordre dans lequel les sièges ont été remportés à chaque élection, voir les résultats détaillés de cette élection.

## Élections

### Assemblée d'Irlande du Nord

#### 2022
| Parti | Parti                | Candidat         | %      | Comptage | Comptage | Comptage | Comptage | Comptage | Comptage |
| Parti | Parti                | Candidat         | %      | 1        | 2        | 3        | 4        | 5        | 6        |
| --- | -------------------- | ---------------- | ------ | -------- | -------- | -------- | -------- | -------- | -------- |
| | Sinn Féin            | Nicola Brogan    | 18.75% | 8,626    |          |          |          |          |          |
| | SDLP                 | Daniel McCrossan | 11.92% | 5,483    | 5,555    | 5,849    | 6,330    | 6,508    | 8,288    |
| | DUP                  | Thomas Buchanan  | 14.44% | 6,640    | 6,642    | 6,739    | 6,751    | 7,634    | 7,798    |
| | Sinn Féin            | Maoliosa McHugh  | 14.48% | 6,658    | 7,047    | 7,189    | 7,567    | 7,571    | 7,731    |
| | Sinn Féin            | Declan McAleer   | 13.79% | 6,343    | 6,731    | 6,888    | 7,111    | 7,113    | 7,592    |
| | TUV                  | Trevor Clarke    | 9.06%  | 4,166    | 4,166    | 4,199    | 4,207    | 4,704    | 4,885    |
| | Alliance             | Stephen Donnelly | 6.45%  | 2,967    | 3,026    | 3,327    | 3,476    | 3,777    |          |
| | Ulster Unionist      | Ian Marshall     | 4.08%  | 1,876    | 1,877    | 1,911    | 1,918    |          |          |
| | Indépendant          | Paul Gallagher   | 3.66%  | 1,682    | 1,688    | 1,895    |          |          |          |
| | Aontú                | James Hope       | 1.43%  | 657      | 661      |          |          |          |          |
| | People Before Profit | Carol Gallagher  | 0.77%  | 354      | 358      |          |          |          |          |
| | Green (NI)           | Susan Glass      | 0.55%  | 252      | 255      |          |          |          |          |
| | Socialist Party      | Amy Ferguson     | 0.37%  | 171      | 173      |          |          |          |          |
| | Indépendant          | Barry Brown      | 0.26%  | 119      | 125      |          |          |          |          |
| Électorat : 69,702 Valide : 45,994 (65.99%) Non valide : 635 Quota : 7,666 Participation : 46,629 (66.90%) |                      |                  |        |          |          |          |          |          |          |

#### 2017
| Parti | Parti                                        | Candidat         | %      | Comptage | Comptage | Comptage | Comptage | Comptage |
| Parti | Parti                                        | Candidat         | %      | 1        | 2        | 3        | 4        | 5        |
| --- | -------------------------------------------- | ---------------- | ------ | -------- | -------- | -------- | -------- | -------- |
| | DUP                                          | Thomas Buchanan  | 20.45% | 9,064    |          |          |          |          |
| | Sinn Féin                                    | Michaela Boyle   | 17.40% | 7,714    |          |          |          |          |
| | Sinn Féin                                    | Barry McElduff   | 17.09% | 7,573    |          |          |          |          |
| | SDLP                                         | Daniel McCrossan | 14.17% | 6,283    | 6,300    | 6,333    | 6,343    | 7,682    |
| | Sinn Féin                                    | Declan McAleer   | 13.61% | 6,034    | 6,035    | 6,289    | 6,421    | 7,035    |
| | Ulster Unionist                              | Alicia Clarke    | 8.24%  | 3,654    | 4,689    | 4,689    | 4,690    | 6,275    |
| | TUV                                          | Charlie Chittick | 1.92%  | 851      | 1,429    | 1,429    | 1,429    |          |
| | Alliance                                     | Stephen Donnelly | 2.82%  | 1,252    | 1,260    | 1,264    | 1,266    |          |
| | Indépendant                                  | Sorcha McAnespy  | 1.95%  | 864      | 866      | 871      | 875      |          |
| | Green (NI)                                   | Ciaran McClean   | 0.93%  | 412      | 416      | 417      | 418      |          |
| | Citizens Independent Social Thought Alliance | Barry Brown      | 0.84%  | 373      | 381      | 384      | 385      |          |
| | Indépendant                                  | Corey French     | 0.22%  | 98       | 99       | 101      | 102      |          |
| | Indépendant                                  | Roisin McMackin  | 0.19%  | 85       | 86       | 86       | 86       |          |
| | Indépendant                                  | Susan-Anne White | 0.09%  | 41       | 45       | 45       | 45       |          |
| | NI Conservatives                             | Roger Lomas      | 0.06%  | 27       | 32       | 32       | 32       |          |
| Électorat : 64,258 Valide : 44,325 (68.98%) Non valide : 582 Quota : 7,388 Participation : 44,907 (69.89%) |                                              |                  |        |          |          |          |          |          |

#### 2016
| Parti | Parti            | Candidat         | %      | Comptage | Comptage | Comptage | Comptage | Comptage | Comptage | Comptage | Comptage | Comptage | Comptage | Comptage |
| Parti | Parti            | Candidat         | %      | 1        | 2        | 3        | 4        | 5        | 6        | 7        | 8        | 9        | 10       | 11       |
| --- | ---------------- | ---------------- | ------ | -------- | -------- | -------- | -------- | -------- | -------- | -------- | -------- | -------- | -------- | -------- |
| | SDLP             | Daniel McCrossan | 11.05% | 4,287    | 4,297    | 4,343    | 4,434    | 4,482    | 4,600    | 4,880    | 5,552    |          |          |          |
| | DUP              | Thomas Buchanan  | 11.98% | 4,650    | 4,652    | 4,673    | 4,685    | 4,699    | 4,709    | 4,728    | 4,766    | 8,370    |          |          |
| | Ulster Unionist  | Ross Hussey      | 11.44% | 4,441    | 4,454    | 4,486    | 4,563    | 4,596    | 4,663    | 4,705    | 4,848    | 5,124    | 7,932    |          |
| | Sinn Féin        | Barry McElduff   | 11.77% | 4,568    | 4,568    | 4,588    | 4,597    | 4,671    | 4,715    | 4,916    | 5,250    | 5,252    | 5,252    | 5,263    |
| | Sinn Féin        | Michaela Boyle   | 11.49% | 4,460    | 4,460    | 4,495    | 4,505    | 4,574    | 4,599    | 4,806    | 4,953    | 4,955    | 4,959    | 4,993    |
| | Sinn Féin        | Declan McAleer   | 9.19%  | 3,565    | 3,566    | 3,575    | 3,581    | 3,619    | 3,644    | 3,775    | 4,009    | 4,009    | 4,009    | 4,017    |
| | Sinn Féin        | Grace McDermott  | 9.56%  | 3,711    | 3,711    | 3,721    | 3,727    | 3,750    | 3,774    | 3,865    | 3,974    | 3,974    | 3,974    | 3,996    |
| | DUP              | Allan Bresland   | 10.01% | 3,884    | 3,887    | 3,897    | 3,902    | 3,919    | 3,924    | 3,941    | 3,952    |          |          |          |
| | Indépendant      | Josephine Deehan | 4.58%  | 1,778    | 1,779    | 1,818    | 1,893    | 1,944    | 2,066    | 2,607    |          |          |          |          |
| | Indépendant      | Sorcha McAnespy  | 2.13%  | 828      | 828      | 849      | 871      | 932      | 1,003    |          |          |          |          |          |
| | Indépendant      | Patsy Kelly      | 1.70%  | 661      | 662      | 703      | 726      | 742      | 763      |          |          |          |          |          |
| | Green (NI)       | Ciaran McClean   | 1.18%  | 458      | 461      | 513      | 619      | 714      |          |          |          |          |          |          |
| | CISTA            | Barry Brown      | 1.41%  | 547      | 549      | 582      | 612      |          |          |          |          |          |          |          |
| | Alliance         | Stephen Donnelly | 1.27%  | 494      | 495      | 506      |          |          |          |          |          |          |          |          |
| | Animal Welfare   | Laura McAnea     | 0.58%  | 224      | 225      |          |          |          |          |          |          |          |          |          |
| | Indépendant      | Corey French     | 0.32%  | 124      | 125      |          |          |          |          |          |          |          |          |          |
| | Indépendant      | Susan-Anne White | 0.22%  | 85       | 86       |          |          |          |          |          |          |          |          |          |
| | NI Conservatives | Roger Lomas      | 0.11%  | 44       |          |          |          |          |          |          |          |          |          |          |
| Électorat : 65,694 Valide : 38,809 (59.08%) Non valide : 516 Quota : 5,545 Participation : 39,325 (59.86%) |                  |                  |        |          |          |          |          |          |          |          |          |          |          |          |

#### 2011
| Parti | Parti           | Candidat         | %      | Comptage | Comptage | Comptage | Comptage | Comptage |
| Parti | Parti           | Candidat         | %      | 1        | 2        | 3        | 4        | 5        |
| --- | --------------- | ---------------- | ------ | -------- | -------- | -------- | -------- | -------- |
| | Sinn Féin       | Barry McElduff   | 15.29% | 6,008    |          |          |          |          |
| | Sinn Féin       | Pat Doherty      | 14.32% | 5,630    |          |          |          |          |
| | Sinn Féin       | Michaela Boyle   | 12.86% | 5,053    | 5,089.3  | 5,445.94 | 7,791.94 |          |
| | SDLP            | Joe Byrne        | 8.53%  | 3,353    | 3,372.08 | 4,555.86 | 4,918.98 | 5,320.98 |
| | DUP             | Thomas Buchanan  | 12.79% | 5,027    | 5,027.42 | 5,133.66 | 5,143.8  | 5,162.8  |
| | Ulster Unionist | Ross Hussey      | 10.36% | 4,072    | 4,073.08 | 4,365.88 | 4,394.94 | 4,397.94 |
| | DUP             | Allan Bresland   | 10.33% | 4,059    | 4,059.18 | 4,115.18 | 4,116.78 | 4,123.78 |
| | Sinn Féin       | Declan McAleer   | 7.65%  | 3,008    | 3,372.9  | 3,576.4  |          |          |
| | Indépendant     | Paddy McGowan    | 2.91%  | 1,145    | 1,158.92 |          |          |          |
| | Indépendant     | Eugene McMenamin | 2.79%  | 1,096    | 1,099.18 |          |          |          |
| | Alliance        | Eric Bullick     | 2.17%  | 852      | 854.04   |          |          |          |
| Électorat : 62,970 Valide : 39,303 (62.42%) Non valide : 1,020 Quota : 5,615 Participation : 40,323 (64.04%) |                 |                  |        |          |          |          |          |          |

#### 2007
| Parti | Parti                | Candidat         | %      | Comptage | Comptage | Comptage | Comptage | Comptage | Comptage | Comptage |
| Parti | Parti                | Candidat         | %      | 1        | 2        | 3        | 4        | 5        | 6        | 7        |
| --- | -------------------- | ---------------- | ------ | -------- | -------- | -------- | -------- | -------- | -------- | -------- |
| | Sinn Féin            | Barry McElduff   | 16.82% | 6,971    |          |          |          |          |          |          |
| | Sinn Féin            | Pat Doherty      | 16.18% | 6,709    |          |          |          |          |          |          |
| | Sinn Féin            | Claire McGill    | 11.48% | 4,757    | 5,599.85 | 6,217.39 |          |          |          |          |
| | DUP                  | Thomas Buchanan  | 11.16% | 4,625    | 4,625.3  | 4,625.41 | 4,690.71 | 4,697.82 | 6,207.82 |          |
| | Indépendant          | Kieran Deeny     | 9.11%  | 3,776    | 3,847.7  | 3,873.66 | 4,259.05 | 4,831.92 | 5,559.89 | 5,615.88 |
| | DUP                  | Allan Bresland   | 10.24% | 4,244    | 4,244.45 | 4,244.89 | 4,286.04 | 4,308.04 | 5,543.04 | 5,543.37 |
| | SDLP                 | Josephine Deehan | 6.49%  | 2,689    | 2,741.8  | 2,773.37 | 3,280.48 | 4,886.49 | 5,085.23 | 5,185.55 |
| | Ulster Unionist      | Derek Hussey     | 8.89%  | 3,686    | 3,686.9  | 3,687.78 | 3,761.3  | 3,813.48 |          |          |
| | SDLP                 | Eugene McMenamin | 5.48%  | 2,272    | 2,290.75 | 2,328.15 | 2,700.96 |          |          |          |
| | SDLP                 | Seamus Shields   | 2.55%  | 1,057    | 1,098.85 | 1,105.56 |          |          |          |          |
| | Republican Sinn Féin | Joe O'Neill      | 1.08%  | 448      | 454.75   | 461.68   |          |          |          |          |
| | UK Unionist Party    | Robert McCartney | 0.53%  | 220      | 220.9    | 222.33   |          |          |          |          |
| Électorat : 58,367 Valide : 41,454 (71.02%) Non valide : 385 Quota : 5,923 Participation : 41,839 (71.68%) |                      |                  |        |          |          |          |          |          |          |          |

#### 2003
| Parti | Parti           | Candidat         | %      | Comptage | Comptage | Comptage | Comptage | Comptage | Comptage | Comptage | Comptage |
| Parti | Parti           | Candidat         | %      | 1        | 2        | 3        | 4        | 5        | 6        | 7        | 8        |
| --- | --------------- | ---------------- | ------ | -------- | -------- | -------- | -------- | -------- | -------- | -------- | -------- |
| | Indépendant     | Kieran Deeny     | 14.76% | 6,158    |          |          |          |          |          |          |          |
| | Sinn Féin       | Pat Doherty      | 14.42% | 6,019    |          |          |          |          |          |          |          |
| | DUP             | Thomas Buchanan  | 11.36% | 4,739    | 4,743.8  | 4,977.64 | 4,977.67 | 7,222.67 |          |          |          |
| | Ulster Unionist | Derek Hussey     | 8.95%  | 3,733    | 3,742.66 | 5,477.33 | 5,477.47 | 5,902.94 | 7,138.19 |          |          |
| | Sinn Féin       | Barry McElduff   | 13.52% | 5,642    | 5,689.25 | 5,693.4  | 5,722.84 | 5,725.91 | 5,725.91 | 5,725.91 | 6,097.91 |
| | SDLP            | Eugene McMenamin | 8.30%  | 3,465    | 3,479.07 | 3,517.15 | 3,518.15 | 3,533.24 | 3,545.24 | 3,692.99 | 5,975.68 |
| | Sinn Féin       | Brian McMahon    | 10.66% | 4,450    | 4,456.99 | 4,464.05 | 4,483.95 | 4,484.98 | 4,484.98 | 4,484.98 | 4,558.69 |
| | SDLP            | Joe Byrne        | 6.34%  | 2,645    | 2,718.20 | 2,774.92 | 2,777.87 | 2,790.99 | 2,802.24 | 2,991.24 |          |
| | DUP             | Derek Reaney     | 6.10%  | 2,547    | 2,549.04 | 2,774.52 | 2,774.55 |          |          |          |          |
| | Ulster Unionist | Bert Wilson      | 4.63%  | 1,934    | 1,940.12 |          |          |          |          |          |          |
| | PUP             | Roy Reid         | 0.56%  | 233      | 233.57   |          |          |          |          |          |          |
| | Alliance        | Steven Alexander | 0.39%  | 164      | 171.47   |          |          |          |          |          |          |
| Électorat : 57,795 Valide : 41,729 (72.20%) Non valide : 599 Quota : 5,962 Participation : 42,328 (73.24%) |                 |                  |        |          |          |          |          |          |          |          |          |

#### 1998
| Parti | Parti                            | Candidat           | %      | Comptage | Comptage | Comptage | Comptage | Comptage | Comptage | Comptage | Comptage | Comptage |
| Parti | Parti                            | Candidat           | %      | 1        | 2        | 3        | 4        | 5        | 6        | 7        | 8        | 9        |
| --- | -------------------------------- | ------------------ | ------ | -------- | -------- | -------- | -------- | -------- | -------- | -------- | -------- | -------- |
| | DUP                              | Oliver Gibson      | 17.44% | 8,015    |          |          |          |          |          |          |          |          |
| | Sinn Féin                        | Pat Doherty        | 15.29% | 7,027    |          |          |          |          |          |          |          |          |
| | SDLP                             | Joe Byrne          | 14.13% | 6,495    | 6,498.78 | 6,512.1  | 6,705.1  |          |          |          |          |          |
| | Ulster Unionist                  | Derek Hussey       | 10.06% | 4,622    | 5,518.91 | 5,519.27 | 5,553.31 | 5,769.72 | 5,883.18 | 5,920.6  | 8,445.6  |          |
| | SDLP                             | Eugene McMenamin   | 7.72%  | 3,548    | 3,549.26 | 3,553.7  | 3,645    | 3,744    | 4,011.24 | 5,623.17 | 5,791.17 | 6,520.17 |
| | Sinn Féin                        | Barry McElduff     | 10.80% | 4,963    | 4,963.84 | 5,276.44 | 5,386.33 | 5,415.75 | 5,664.77 | 5,989.21 | 5,993.26 | 5,997.26 |
| | Sinn Féin                        | Seamus Devine      | 8.00%  | 3,676    | 3,676    | 3,747.64 | 3,806.48 | 3,836.66 | 3,937.62 | 4,072.94 | 4,078.05 | 4,088.05 |
| | Ulster Unionist                  | Alastair Patterson | 5.69%  | 2,615    | 3,055.16 | 3,055.16 | 3,112.58 | 3,270.1  | 3,356.81 | 3,372.02 |          |          |
| | SDLP                             | Pat McDonnell      | 3.86%  | 1,772    | 1,773.89 | 1,777.55 | 1,837.27 | 2,009.57 | 2,461.99 |          |          |          |
| | Indépendant                      | Paddy McGowan      | 2.76%  | 1,269    | 1,301.34 | 1,304.82 | 1,447.09 | 1,718.23 |          |          |          |          |
| | Alliance                         | Ann Gormley        | 2.20%  | 1,011    | 1,020.66 | 1,022.64 | 1,104.62 |          |          |          |          |          |
| | Indépendant                      | Johnny McLaughlin  | 1.24%  | 570      | 583.44   | 586.38   |          |          |          |          |          |          |
| | Indépendant                      | Laurence O'Kane    | 0.37%  | 171      | 172.89   | 174.09   |          |          |          |          |          |          |
| | Parti des travailleurs d'Irlande | Tommy Owens        | 0.34%  | 157      | 161.83   | 162.19   |          |          |          |          |          |          |
| | Natural Law                      | Robert Johnstone   | 0.09%  | 40       | 50.71    | 51.01    |          |          |          |          |          |          |
| Électorat : 59,081 Valide : 45,951 (77.78%) Non valide : 962 Quota : 6,565 Participation : 46,913 (79.40%) |                                  |                    |        |          |          |          |          |          |          |          |          |          |

### 1996 forum
Les candidats retenus sont indiqués en gras.
| Parti | Parti                | Candidat(s)                                                                            | Votes  | Pourcentage |
| ----- | -------------------- | -------------------------------------------------------------------------------------- | ------ | ----------- |
|       | SDLP                 | Joe Byrne Paddy McGowan Ignatius Murtagh Seamus Shields                                | 11,622 | 28.4        |
|       | Sinn Féin            | Barry McElduff Patrick McMahon Francis Mackey Patrick Watters Padraigin Ui Mhurdchadha | 11,516 | 28.1        |
|       | UUP                  | Derek Hussey William Oldcroft Edward Turner Desmond Anderson James Emery               | 7,327  | 17.9        |
|       | DUP                  | Oliver Gibson Thomas Kerrigan                                                          | 6,727  | 16.4        |
|       | Alliance             | Ann Gormley Elizabeth McCaffrey John Devine                                            | 1,081  | 2.6         |
|       | Labour coalition     | John McLaughlin Michael Duffy Anton McCabe Manus Maguire                               | 792    | 1.9         |
|       | Ulster Democratic    | Thomas Lowry Stephen Taylor                                                            | 397    | 1.0         |
|       | UK Unionist          | Dennis Wickersham John McNeil                                                          | 292    | 0.7         |
|       | PUP                  | Eileen Ward George McDermott                                                           | 238    | 0.6         |
|       | NI Women's Coalition | Helena Schlindwein Maria McGilloway Frances Donaghy                                    | 185    | 0.5         |
|       | Workers' Party       | Hugh Mullan John Doherty                                                               | 169    | 0.4         |
|       | Green (NI)           | Ben Ryan Carolyn Bell Donald Spencer                                                   | 158    | 0.4         |
|       | Democratic Left      | P. J. McClean Teresa McVeigh Mary Veronica McElroy Martin McCay                        | 130    | 0.3         |
|       | NI Conservatives     | Lindsay Cumming Julian Robertson                                                       | 119    | 0.3         |
|       | Ulster Independence  | Sandra Jones Stanley Hayes Richard Button                                              | 107    | 0.3         |
|       | Natural Law          | John McCallen Denis Nelson                                                             | 45     | 0.1         |
|       | Independent Chambers | Mandy Beattie Heather Ewart                                                            | 30     | 0.1         |